# Pomet
Pomet (af latin pometum, af pomum træfrugt) er en genbank af forskellige sorter af frugttræer og -buske.
I Danmark findes ved Landbohøjskolens afdeling i Tåstrup det store Pometet. Ved et par forsøgsstationer findes der mindre pometer.
| Træ | Spire Denne artikel om træer er en spire som bør udbygges. Du er velkommen til at hjælpe Wikipedia ved at udvide den. |